# William de Marisco
William de Marisco († 25. Juli 1242 in London) war ein anglo-normannischer Ritter und Gesetzloser im England des 13. Jahrhunderts.

## Herkunft
William de Marisco entstammte einer illustren normannischen Familie die in Huntspill, Somerset, begütert war. Sein Vater war Geoffrey de Marisco, der zeitweilig als Justiciar of Ireland amtierte. Sein Onkel, der ebenfalls William de Marisco († 1225) hieß, hatte sich 1195 widerrechtlich die Insel Lundy angeeignet, die ursprünglich den Templern gehört hatte. Allerdings wurde dieser Akt einige Jahre später legitimiert und die Templer anderweitig entschädigt, Lundy verblieb weiter im Besitz der Mariscos.
Der junge William de Marisco war seit 1224 ein Ritter im königlichen Haushalt. Vor 1226 hatte er Matilda, eine Nichte des Erzbischofs von Dublin Henry of London geheiratet. Ihr Onkel schenkte ihr zur Hochzeit drei Güter in Irland.
|                       |                       |                       |                       |                       |                       |  |  |                                                    |                                                    |                                                    |                                                    |                                                    |                                                    |  |  |  |  |  |  |                                                  |                                               |                                               |                                               |                                               |                                               |  |  |  |  |  |  |  |  |  |  |  |  |
|                       |                       |                       |                       |                       |                       |  |  |                                                    |                                                    |                                                    |                                                    |                                                    |                                                    |  |  |  |  |  |  |                                                  |                                               |                                               |                                               |                                               |                                               |  |  |  |  |  |  |  |  |  |  |  |  |
|                       |                       |                       |                       |                       |                       |  |  | Geoffrey de Marisco († 1245), Justiciar von Irland | Geoffrey de Marisco († 1245), Justiciar von Irland | Geoffrey de Marisco († 1245), Justiciar von Irland | Geoffrey de Marisco († 1245), Justiciar von Irland | Geoffrey de Marisco († 1245), Justiciar von Irland | Geoffrey de Marisco († 1245), Justiciar von Irland |  |  |  |  |  |  | William de Marisco († 1225), Herr von Lundy      | William de Marisco († 1225), Herr von Lundy   | William de Marisco († 1225), Herr von Lundy   | William de Marisco († 1225), Herr von Lundy   | William de Marisco († 1225), Herr von Lundy   | William de Marisco († 1225), Herr von Lundy   |  |  |  |  |  |  |  |  |  |  |  |  |
|                       |                       |                       |                       |                       |                       |  |  | Geoffrey de Marisco († 1245), Justiciar von Irland | Geoffrey de Marisco († 1245), Justiciar von Irland | Geoffrey de Marisco († 1245), Justiciar von Irland | Geoffrey de Marisco († 1245), Justiciar von Irland | Geoffrey de Marisco († 1245), Justiciar von Irland | Geoffrey de Marisco († 1245), Justiciar von Irland |  |  |  |  |  |  | William de Marisco († 1225), Herr von Lundy      | William de Marisco († 1225), Herr von Lundy   | William de Marisco († 1225), Herr von Lundy   | William de Marisco († 1225), Herr von Lundy   | William de Marisco († 1225), Herr von Lundy   | William de Marisco († 1225), Herr von Lundy   |  |  |  |  |  |  |  |  |  |  |  |  |
| Matilde († nach 1247) | Matilde († nach 1247) | Matilde († nach 1247) | Matilde († nach 1247) | Matilde († nach 1247) | Matilde († nach 1247) |  |  | William de Marisco († 1242, exekutiert)            | William de Marisco († 1242, exekutiert)            | William de Marisco († 1242, exekutiert)            | William de Marisco († 1242, exekutiert)            | William de Marisco († 1242, exekutiert)            | William de Marisco († 1242, exekutiert)            |  |  |  |  |  |  | Jordan de Marisco († um 1234), Herr von Lundy    | Jordan de Marisco († um 1234), Herr von Lundy | Jordan de Marisco († um 1234), Herr von Lundy | Jordan de Marisco († um 1234), Herr von Lundy | Jordan de Marisco († um 1234), Herr von Lundy | Jordan de Marisco († um 1234), Herr von Lundy |  |  |  |  |  |  |  |  |  |  |  |  |
| Matilde († nach 1247) | Matilde († nach 1247) | Matilde († nach 1247) | Matilde († nach 1247) | Matilde († nach 1247) | Matilde († nach 1247) |  |  | William de Marisco († 1242, exekutiert)            | William de Marisco († 1242, exekutiert)            | William de Marisco († 1242, exekutiert)            | William de Marisco († 1242, exekutiert)            | William de Marisco († 1242, exekutiert)            | William de Marisco († 1242, exekutiert)            |  |  |  |  |  |  | Jordan de Marisco († um 1234), Herr von Lundy    | Jordan de Marisco († um 1234), Herr von Lundy | Jordan de Marisco († um 1234), Herr von Lundy | Jordan de Marisco († um 1234), Herr von Lundy | Jordan de Marisco († um 1234), Herr von Lundy | Jordan de Marisco († um 1234), Herr von Lundy |  |  |  |  |  |  |  |  |  |  |  |  |
|                       |                       |                       |                       |                       |                       |  |  |                                                    |                                                    |                                                    |                                                    |                                                    |                                                    |  |  |  |  |  |  |                                                  |                                               |                                               |                                               |                                               |                                               |  |  |  |  |  |  |  |  |  |  |  |  |
|                       |                       |                       |                       |                       |                       |  |  |                                                    |                                                    |                                                    |                                                    |                                                    |                                                    |  |  |  |  |  |  | William de Marisco († nach 1243), Herr von Lundy |                                               |                                               |                                               |                                               |                                               |  |  |  |  |  |  |  |  |  |  |  |  |

## Outlaw

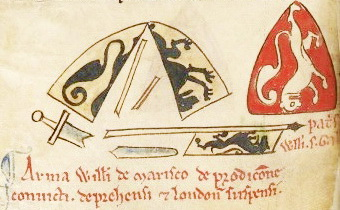
Das zerbrochene Schwert, Banner und Schild des William de Marisco als Versinnbildlichung seiner Exekution. Darstellung aus der Historia Anglorum des Matthäus Paris, 13. Jahrhundert.

Die Familie Marisco unterstützte 1234 die gescheiterte Revolte von Richard Marshal, 3. Earl of Pembroke, was sie vor allem ihren Besitz und ihre Ämter in Irland kostete. In der Nacht des 13. Mai 1235 wurde in Westminster der Kleriker Henry Clement ermordet, der ein Abgesandter des neuen Justiciars von Irland, Maurice FitzGerald, am königlichen Hof war. Die Tat geschah direkt vor den Toren des Westminster-Palastes, in dem König Heinrich III. anwesend war. Angeblich hatte sich das Mordopfer wenige Tage zuvor abwertend über den gefallenen Earl of Pembroke geäußert, weshalb kurz nach der Tat die ebenfalls in der Stadt anwesenden Marisco und deren Anhang der Tat verdächtigt und gefangen gesetzt wurden. Allerdings gelang ihnen in den kommenden drei Tagen nach und nach die Flucht aus ihren Kerkern.
William de Marisco, der als Haupttäter betrachtet wurde, gelang die Flucht zu seinem gleichnamigen Cousin auf die Insel Lundy. Von dort führte er die nächsten sieben Jahre ein Leben als Pirat und machte die Küsten von Cornwall, Wales, Schottland und Irland unsicher. Die nur schwer zugängliche Insel bot ihm ausreichend Schutz vor dem Zugriff seiner Feinde wie auch des Königs.

## Attentat auf den König und Exekution
In der Nacht des 9. September 1238 drang im Palast von Woodstock ein Mann mit einem Dolch bewaffnet durch ein Fenster in die Schlafkammer König Heinrichs III. ein, um ihn zu töten. Der König war allerdings nicht in seinem Bett, sondern befand sich zu dieser Zeit in der Schlafkammer der Königin. Nur eine Hofdame der Königin befand sich in dem Raum und alarmierte die Wachen, von denen der Attentäter gefangen genommen werden konnte. Unter der Folter gestand er, dass William de Marisco sein Auftraggeber war, danach wurde er in Coventry hingerichtet.
Der König sandte noch im selben Monat Anweisungen an die Kommandanten der Häfen zwischen Dover und Chester mit dem Auftrag aus, Marisco und seine Gefährten festzunehmen. Im Untergrund gelang es diesem allerdings, sich dem Zugriff seiner Verfolger zu entziehen. Im Januar 1242 wurde Matilda von der Bevölkerung von Bristol an den Sheriff von Gloucester ausgeliefert. Die Landbesitzer von Devonshire organisierten darauf im Mai 1242 eine Seeoperation gegen Lundy. Ein ehemaliger Anhänger von Marisco verriet ihnen die einzig bekannte Passage durch die Felsen vor der Insel. Während einer Mahlzeit wurden Marisco und fünf seiner Gefährten überrascht und gefangen genommen.

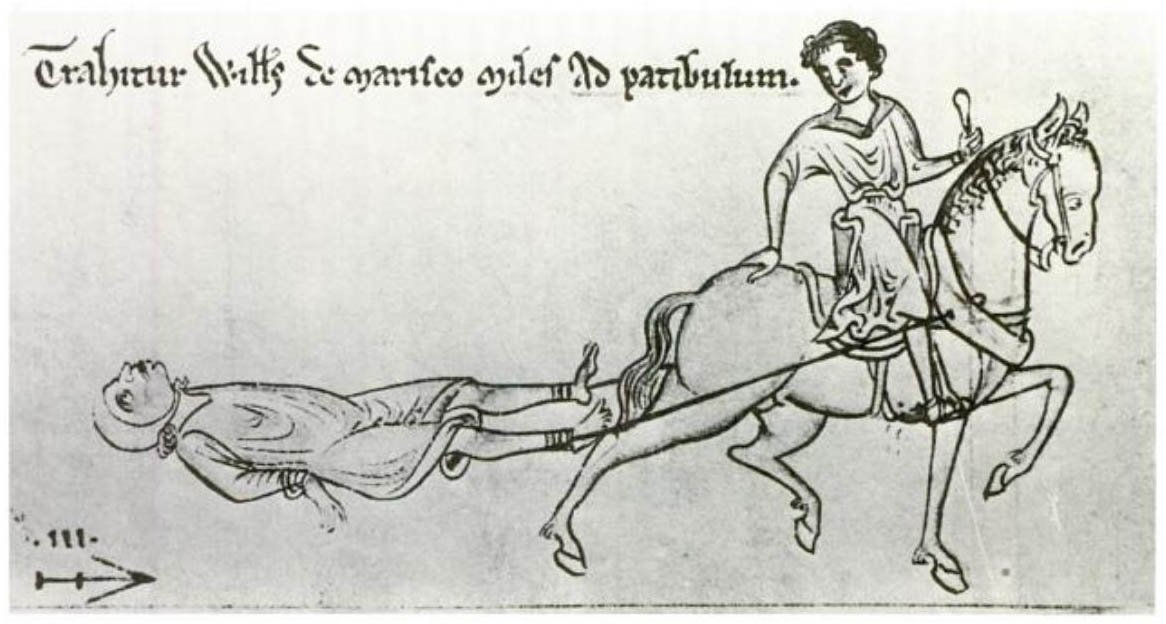
William de Marisco wird zur Hinrichtung geschleift. Darstellung aus der Chronica Majora des Matthäus Paris, 13. Jahrhundert.

Zunächst in Bristol inhaftiert wurden die Gefangenen am 16. Juni 1242 in den Tower of London überstellt. Am 14. Juli machte man ihnen den Prozess, worauf William de Marisco am 25. Juli von Westminster zum Tower of London geschleift und dort durch Strecken, Hängen, Ausweiden und Vierteilen hingerichtet wurde. Mit ihm wurden sechzehn weitere Männer hingerichtet, einige noch für ihre Beteiligung am Mord an Henry Clement.
Mariscos Frau Matilda wurde im Sommer 1243 auf königlichem Erlass wieder frei gelassen, mit dem was sie zum Zeitpunkt ihrer Verhaftung bei sich getragen hatte, vier Pfund in Münzen, einen silbernen Trinkpokal und ein Halstuch im Wert von zehn Schilling. Mehrere Jahre lang musste sie um die Zurückerstattung ihrer Güter in Irland streiten. Erzbischof Luke von Dublin behauptete, dass Matildas Onkel ihr die Güter widerrechtlich geschenkt hätte, und auch der König beanspruchte die Güter aufgrund der Ächtung von Marisco. Schließlich erhielt sie einen Teil der Güter zurück. Marisco hatte mit ihr zwei Söhne, William und Hugh, die bis mindestens 1252 inhaftiert blieben und offenbar kinderlos starben.
Für Mariscos gleichnamigen Cousin und eigentlichen Besitzer von Lundy zog seine vermutete Mitbeteiligung an den Verbrechen den Verlust all seines Besitzes nach sich. Im Juni 1243 erhielt er allerdings die Stammgüter der Familie in Somerset zurückerstattet, Lundy aber wurde vom König einbehalten. Geoffrey de Marisco, der 1235 ebenfalls verhaftet aber fliehen konnte, ging nach Schottland ins Exil, wo er 1245 starb.